# 理查德·科廷厄姆
理查德·弗朗西斯·科廷厄姆（Richard Cottingham，1946年11月25日—）又譯理查德·科廷汉，是美国一位連環殺手，曾在1967年至1980年期间在纽约州和新泽西州殺死數人。1979年12月2日，他在時報廣場附近的第42街和第10大道的地狱厨房酒店肢解和斩首两名受害者。截至被捕前，理查德·科廷厄姆一共殺死11人。1980年5月22日，理查德·科廷厄姆在新泽西州的一家汽车旅馆被逮捕。隨後他被判处173年至197年的监禁。 